# Gherardo VI da Correggio
Gherardo VI da Correggio (XIV secolo – 1430) è stato un condottiero italiano.

## Biografia
Nacque da Giberto IV e da Orsolina Pio, figlia di Galasso I Pio, signore di Carpi. Venne inviato sin da giovane alla corte degli Scaligeri. Nel 1389, assieme ai fratelli, venne ammesso al governo dello stato. Nel 1395 fu a Milano a giurare fedeltà al duca Gian Galeazzo Visconti. Dopo la morte del duca, venne dichiarato ribelle e tacciato di favorire i guelfi contro i Visconti. Trattò nel 1404 con Ottobuono de' Terzi, che però combatté unendosi agli Estensi per il predominio di Parma.
Morì nel 1430.

## Discendenza
Gherardo ebbe numerosi figli:
- Niccolò (?-4 agosto 1449[2] ), sposò il 7 ottobre 1448 Beatrice d'Este, figlia di Niccolò III d'Este, da cui ebbe un figlio:
  - Niccolò II detto "Postumo" (1450-1508)
- Romulea, monaca
- Irene, monaca
- Giovanni, non partecipò alla co-signoria su Correggio per motivi ignoti; iscritto nel 1493 alla cittadinanza di Milano; sposò Elisabetta Gonzaga e ne ebbe due figlie:
  - Giovanna (?-per i postumi del parto agosto 1467), sposò nel 1447 Roberto Sanseverino d'Aragona
  - Tommasina
- Manfredo (?-1476)
- Guiduccia (?-1457), sposò Feltrino Boiardo
- Antonio (?-1474), cavaliere al servizio degli Estensi e degli Sforza
- Dorotea
- Giberto (?-1455)

Ebbe anche un figlio naturale, Brunorio.

## Ascendenza
|                          |                          |                       | Genitori                  |  |  | Nonni |  |  | Bisnonni                 |  |  | Trisnonni             |  |
|                          |                          |                       |                           |  |  |       |  |  | Giberto III da Correggio |  |  | Guido II da Correggio |  |
|                          |                          |                       |                           |  |  |       |  |  | Giberto III da Correggio |  |  | Guido II da Correggio |  |
|                          |                          | Mabilia della Gente   |                           |  |  |       |  |  | Giberto III da Correggio |  |  |                       |  |
| Guido IV da Correggio    |                          |                       |                           |  |  |       |  |  | Giberto III da Correggio |  |  |                       |  |
|                          |                          | …                     | …                         |  |  |       |  |  |                          |  |  |                       |  |
|                          |                          | …                     | …                         |  |  |       |  |  |                          |  |  |                       |  |
|                          |                          | …                     | …                         |  |  |       |  |  |                          |  |  |                       |  |
| Giberto IV da Correggio  |                          | …                     |                           |  |  |       |  |  |                          |  |  |                       |  |
|                          |                          | Manfredo I Pio        | Federigo Pio              |  |  |       |  |  |                          |  |  |                       |  |
|                          |                          | Manfredo I Pio        | Federigo Pio              |  |  |       |  |  |                          |  |  |                       |  |
|                          |                          | Manfredo I Pio        | Agnese da Gorzano         |  |  |       |  |  |                          |  |  |                       |  |
| Guidaccia della Palù     |                          | Manfredo I Pio        |                           |  |  |       |  |  |                          |  |  |                       |  |
|                          |                          | Fiandrina de' Bocchi  | …                         |  |  |       |  |  |                          |  |  |                       |  |
|                          |                          | Fiandrina de' Bocchi  | …                         |  |  |       |  |  |                          |  |  |                       |  |
|                          |                          | Fiandrina de' Bocchi  | …                         |  |  |       |  |  |                          |  |  |                       |  |
| Gherardo VI da Correggio |                          | Fiandrina de' Bocchi  |                           |  |  |       |  |  |                          |  |  |                       |  |
|                          | Giberto III da Correggio | Guido II da Correggio |                           |  |  |       |  |  |                          |  |  |                       |  |
|                          | Giberto III da Correggio | Guido II da Correggio |                           |  |  |       |  |  |                          |  |  |                       |  |
|                          | Giberto III da Correggio | Mabilia della Gente   |                           |  |  |       |  |  |                          |  |  |                       |  |
| Galasso I Pio            | Giberto III da Correggio |                       |                           |  |  |       |  |  |                          |  |  |                       |  |
|                          |                          | Elena Malaspina       | Morello Malaspina Mulazzo |  |  |       |  |  |                          |  |  |                       |  |
|                          |                          | Elena Malaspina       | Morello Malaspina Mulazzo |  |  |       |  |  |                          |  |  |                       |  |
|                          |                          | Elena Malaspina       | …                         |  |  |       |  |  |                          |  |  |                       |  |
| Orsolina Pio             |                          | Elena Malaspina       |                           |  |  |       |  |  |                          |  |  |                       |  |
|                          |                          | …                     | …                         |  |  |       |  |  |                          |  |  |                       |  |
|                          |                          | …                     | …                         |  |  |       |  |  |                          |  |  |                       |  |
|                          |                          | …                     | …                         |  |  |       |  |  |                          |  |  |                       |  |
| Beatrice da Correggio    |                          | …                     |                           |  |  |       |  |  |                          |  |  |                       |  |
|                          |                          | …                     | …                         |  |  |       |  |  |                          |  |  |                       |  |
|                          |                          | …                     | …                         |  |  |       |  |  |                          |  |  |                       |  |
|                          |                          | …                     | …                         |  |  |       |  |  |                          |  |  |                       |  |
|                          |                          | …                     |                           |  |  |       |  |  |                          |  |  |                       |  |